# Castrocalbón
Castrocalbón is een gemeente in de Spaanse provincie León in de regio Castilië en León met een oppervlakte van 88,30 km². Castrocalbón telt 1.021 inwoners (1 januari 2016).